# Kodina
La Kodina (Ко́дина) est une rivière dans le nord de la Russie qui coule dans les raïons de Primorié et d'Onega dans l'oblast d'Arkhangelsk. C'est un affluent droit de l'Onega.
La rivière s'étend sur 183 km, dans un bassin de 2 700 km². Selon les observations de 1954 à 1993, le débit annuel moyen d'eau dans la zone du village de Kodino (86 soit 18,48 m³/s). La rivière est prise par les glaces entre novembre et mai. Le bassin de la rivière est dans la partie nord-est du raïon d'Onega et dans la partie nord du raïon de Plessetsk.  
Elle prend sa source dans les marais de la partie Sud du raïon de Primorié, à 15 km au sud-ouest du lac Voïozero (qui appartient au bassin de la Dvina septentrionale et non à celui de l'Onega) à la confluence de la rivière Levachka et du ruisseau Tchiorny. La rivière dans son cours supérieur se dirige plutôt vers le sud puis elle entre dans le raïon d'Onega et se dirige vers le sud-ouest. Sur le cours inférieur on trouve le village de Kodino. L'embouchure de la Kodina là où l'Onega se divise en deux bras. La Kodina se jette dans la Bolchaïa Onega non loin du village de Bolchoï Bor.
Les affluents principaux de la Kodina sont la Senzara, la Vytchera et la Pimenga (affluents droits), et la Karmanga (gauche). 
La rivière est bordée par la taïga. Jusque dans les années 1990, elle servait pour le flottage de bois. En aval du village de Kodino, le long des rives de la rivière, il existe également des zones et des plaines inondables occupées par des prairies. 